# Cantón de Offemont
El cantón de Offemont (en francés canton d'Offemont) era una división administrativa francesa, que estaba situada en el departamento del Territorio de Belfort, de la antigua región de Franco-Condado.

## Composición
El cantón estaba formado por cuatro comunas:
- Éloie (E)
- Offemont (O)
- Roppe (R)
- Vétrigne (V)

## Historia
Fue creado en 1984. En aplicación del decreto n.º 2014-155 del 13 de febrero de 2014, el cantón de Offemont fue suprimido el 1 de abril de 2015 y sus 4 comunas pasaron a formar parte del cantón de Valdoie.